# Karlovice (Liberec)
Karlovice è un comune della Repubblica Ceca facente parte del distretto di Semily, nella regione di Liberec.